# Myotis simus
Myotis simus is een zoogdier uit de familie van de gladneuzen (Vespertilionidae). De wetenschappelijke naam van de soort werd voor het eerst geldig gepubliceerd door Thomas in 1901.

## Voorkomen
De soort komt voor in Colombia, Ecuador, Peru, Brazilië, Argentinië en Paraguay. Tot 2014 werd veronderstelt dat de soort ook in Bolivia voorkomt, sinds de ontdekking van Myotis midastactus wordt verondersteld dat Myotis simus niet in Bolivia voorkomt.